# Astico-Brenta
L' Astico-Brenta és una competició ciclista italiana d'un sol dia i que es disputa anualment a la província de Vicenza. El nom fa referència als rius Astico i Brenta.

## Palmarès
| Any  | Vencedor               | Segon               | Tercer                  |
| ---- | ---------------------- | ------------------- | ----------------------- |
| 1923 | Giovanni Moratto       |                     |                         |
| 1924 | Aleardo Menegazzi      |                     |                         |
| 1925 | Sante Ferrato          |                     |                         |
| 1926 | Marino Bonvicini       |                     |                         |
| 1927 | Alfonso Piccin         |                     |                         |
| 1928 | Tullio Campagnolo      |                     |                         |
| 1929 | Michele Mara           |                     |                         |
| 1930 | Gino Saoncella         |                     |                         |
| 1931 | Antonio Andretta       |                     |                         |
| 1932 | Attilio Zanca          |                     |                         |
| 1933 | Antonio Andretta       |                     |                         |
| 1934 | Battista Cappellotto   |                     |                         |
| 1935 | Bruno Miglioranza      |                     |                         |
| 1936 | Attilio Sberze         |                     |                         |
| 1937 | Gino Remondini         |                     |                         |
| 1938 | Giovanni Brotto        |                     |                         |
| 1939 | Silvio Pedroni         |                     |                         |
| 1940 | Giovanni Brotto        |                     |                         |
| 1941 | Vito Ortelli           |                     |                         |
| 1942 | Remo Rosetti           |                     |                         |
| 1943 | Remo Rosetti           |                     |                         |
| 1944 | no disputada           | no disputada        | no disputada            |
| 1945 | Annibale Brasola       |                     |                         |
| 1946 | Orfeo Falsiroli        |                     |                         |
| 1947 | Selvino Selvatico      |                     |                         |
| 1948 | Adolfo Grosso          |                     |                         |
| 1949 | Giovanni Roma          |                     |                         |
| 1950 | Giovanni Roma          |                     |                         |
| 1951 | Renato Barbiero        |                     |                         |
| 1952 | Cleto Maule            |                     |                         |
| 1953 | Remo Fornasiero        |                     |                         |
| 1954 | Cleto Maule            |                     |                         |
| 1955 | Alfredo Sabbadin       |                     |                         |
| 1956 | Bruno Costalunga       |                     |                         |
| 1957 | Mamante Mora           |                     |                         |
| 1958 | Renato Giusti          |                     |                         |
| 1959 | Renato Favaro          |                     |                         |
| 1960 | Alberto Zoni           |                     |                         |
| 1961 | Dino Zandegù           |                     |                         |
| 1962 | Albano Negro           |                     |                         |
| 1963 | Bruno Fantinato        |                     |                         |
| 1964 | Lucillo Lievore        |                     |                         |
| 1965 | Guerrino Dean          |                     |                         |
| 1966 | Giovanni De Franceschi |                     |                         |
| 1967 | Romano Tumellero       |                     |                         |
| 1968 | Mario Nicoletti        |                     |                         |
| 1969 | Gino Fochesato         |                     |                         |
| 1970 | Armando Lora           |                     |                         |
| 1971 | Bruno Buffa            |                     |                         |
| 1972 | Osvaldo Castellan      |                     |                         |
| 1973 | ?                      | ?                   | ?                       |
| 1974 | Aldo Donadello         |                     |                         |
| 1975 | Aldo Donadello         |                     |                         |
| 1976 | Luciano Loro           |                     |                         |
| 1977 | Fiorenzo Favero        |                     |                         |
| 1978 | Nazzareno Berto        |                     |                         |
| 1979 | Ennio Salvador         |                     |                         |
| 1980 | Massimo Trombin        |                     |                         |
| 1981 | Massimo Ghirotto       |                     |                         |
| 1982 | Sergio Scremin         |                     |                         |
| 1983 | Diego Dagli Orti       |                     |                         |
| 1984 | Renato Piccolo         |                     |                         |
| 1985 | Stefano Zanatta        |                     |                         |
| 1986 | Giuliano Chiementin    |                     |                         |
| 1987 | no disputada           | no disputada        | no disputada            |
| 1988 | Lucio Gusella          |                     |                         |
| 1989 | Luigi Simion           |                     |                         |
| 1990 | Andrea Ferrigato       |                     |                         |
| 1991 | Flavio Milan           |                     |                         |
| 1992 | Stefano Checchin       |                     |                         |
| 1993 | Alessandro Bertolini   |                     |                         |
| 1994 | Denis Zanette          |                     |                         |
| 1995 | Marco Fincato          |                     |                         |
| 1996 | Marzio Bruseghin       | Walter Foligno      | Giuliano Figueras       |
| 1997 | Raffaele Ferrara       |                     |                         |
| 1998 | Walter Foligno         |                     |                         |
| 1999 | Massimo Cigana         |                     |                         |
| 2000 | Fabiano Ferrari        |                     |                         |
| 2001 | Mirco Lorenzetto       |                     |                         |
| 2002 | Alberto Milani         |                     |                         |
| 2003 | Gianluca Geremia       | Alessandro Ballan   | Daniele Colli           |
| 2004 | Jonathan Righetto      | Matteo Bono         | Davide Beccari          |
| 2005 | Maximiliano Richeze    | Cristiano Fumagalli | Oscar Gatto             |
| 2006 | Edoardo Girardi        | Roberto Richeze     | Enrico Peruffo          |
| 2007 | Mauro Abel Richeze     | Andrea Piechele     | Enrico Peruffo          |
| 2008 | Andrea Piechele        | Martino Marcotto    | Marco Benfatto          |
| 2009 | Leigh Howard           | Tomas Alberio       | Stefano Agostini        |
| 2010 | Andrea Peron           | Rafael Andriato     | Filippo Fortin          |
| 2011 | Enrico Barbin          | Ilnur Zakarin       | Siarhei Papok           |
| 2012 | Roberto Giacobazzi     | Davide Gani         | Andrea Vaccher          |
| 2013 | Fabio Chinello         | Andrea Zordan       | Liam Bertazzo           |
| 2014 | Alberto Cecchin        | Davide Gomirato     | Davide Ballerini        |
| 2015 | no disputada           | no disputada        | no disputada            |
| 2016 | Nicolò Rocchi          | Davide Orrico       | Gian Marco Di Francesco |
| 2017 | Giovanni Carboni       | Filippo Rocchetti   | Seid Lizde              |